# Pratham (Satellit)
Pratham ist ein indischer Erdbeobachtungssatellit, der vom Indischen Institut für Technologie in Bombay gebaut und betrieben wurde. Seine Aufgabe ist es nach Elektronen in der Ionosphäre der Erde zu forschen.

## Ausstattung
Pratham ist ein Nanosatellit mit einer Kantenlänge von 26 cm. Der Satellit wurde in weniger als 3 Jahren gebaut. Er ist eine studentische Initiative mit Beteiligung von ISRO-Wissenschaftlern.
Pratham trägt eine wissenschaftliche Nutzlast, um die gesamte Elektronenanzahl in einer sonnensynchronen Umlaufbahn zu messen.
Er wurde durch Solarzellen und Batterien mit Strom versorgt.

## Start
Pratham wurde am 26. September 2016 mit einer PSLV-Trägerrakete gemeinsam mit SCATSAT-1, Alsat-1B und 2B, Alsat-1N, BlackSky Pathfinder 1, PISat und CanX-7 vom Satish Dhawan Space Centre gestartet.